# 三澳核电站
三澳核电站是一座位於中國浙江省溫州市苍南县的在建核電廠，該核電站為中广核苍南核电有限公司所有。中廣核一期工程計劃建設兩座華龍一號反應堆。计划安装6座反应堆，其中至少两座为压水反应堆。
预计该核电站每年将生产52.5 太瓦·时 (TWh) 的电能，为长江三角洲地区供电。

## 建设
中国政府于2015年5月批准建设该核电站。 该核电站由国有企业中国广核集团 (CGN) 旗下的苍南核电公司建设。浙江三澳核电站项目是民营资本首次参股投资民用核电项目，浙能电力於2020年4月发布公告，同意入股中广核苍南核电有限公司，浙能电力將持有中广核苍南核电有限公司34%的股权。三澳核电站的2部機組分別於2020年12月31日和2021年12月30日動工。
2024年8月，中广核获得建造3号、4号机组的批准。

## 反應堆數據
三澳核电站规划有6座反应堆。
| 機組名稱  | 反應堆類型 | 單堆净功率 | 單堆总功率 | 始建       | 商轉 (规划) | 註記  |
| --------- | ---------- | ---------- | ---------- | ---------- | ----------- | ----- |
| 第1期工程 |            |            |            |            |             |       |
| 三澳1號   | 華龍一號   | 1126 MW    | 1212 MW    | 2020-12-31 | 2026        | [ 6 ] |
| 三澳2號   | 華龍一號   | 1126 MW    | 1212 MW    | 2021-12-30 | 2027        | [ 7 ] |
| 第2期工程 |            |            |            |            |             |       |
| 三澳3號   | 華龍一號   |            |            |            |             |       |
| 三澳4號   | 華龍一號   |            |            |            |             |       |